# An calendaristic
Calendarul gregorian consideră că un „an calendaristic” este acel an care începe pe 1 ianuarie și se termină pe 31 decembrie. 
Se poate spune că anul calendaristic începe în ziua de Anul Nou și se termină cu o zi mai înainte de următoarea prima zi a următorului An Nou. În cazul calendarului gregorian acest ciclu are 365 de zile în anii normali și 366 de zile în anii bisecți, ceea ce înseamnă o medie de 365,2425 zile.
Convenția cere ca anul calendaristic să fie format dintr-un număr natural de zile. Pentru a pune de acord anul calendaristic cu cel astronomic, (care nu este format dintr-un număr întreg de zile), anumiți ani conțin așa numitele „zile suplimentare”. Prin introducerea acestor unități de timp, anul calendaristic poate fi sincronizat cu anul astronomic. Totuși, aceste unități de timp nu sunt considerate ca făcând parte din calendar. 

## Durata
În cazul anului gregorian, durata anului calendaristic este de 365 de zile în anii normali și de 366 de zile în anii bisecți, ceea ce dă o medie de 365,2425 zile.  Această valoare este foarte apropiată de durata anului islamic, (care se calculează pe baza perioadei de timp dintre două echinocții de primăvară), și anume de 365,2424 zile. Calendarul iulian, spre deosebire de cel gregorian, are o durată de 365,25 zile, iar cel iudaic are o durată de 365,2468 zile. 
Anul tropic, cu o durată de 365,242187 zile in 2015, este mai scurt decât anul calendaristic în diferitele calendare si variază continuu de-a lungul timpului astfel că se va impune o corecție a calendarului gregorian în jurul anului 4.000. 